# ベイシス・テクノロジー
ベイシス・テクノロジー (Basis Technology 正式名称：Basis Technology Corporation) は人工知能を活用して複数の言語の文章や非構造化データを分析するソフトウェアを開発する企業。米国マサチューセッツ州ケンブリッジに本社を置き、ワシントンD.C.、英国ロンドン、テルアビブおよび東京に営業拠点を持つ。

## 来歴
同社はマサチューセッツ工科大学の卒業生によって1995年に設立され、複数言語の理解に人工知能技術を用いることを目的としきた。同社の開発してきたソフトウェアは、文章の構造に着目し、意味を円滑に理解することができる。また、名称やフレーズのバリエーションを理解することも得意としている。例えば、Albert P. Jonesという氏名について、Al JonesやMr. JonesやAlbert Paul Jonsというバリエーションがありえるが、それらが同一人物であること理解することができる。その他のプログラムには、文章中の言葉の役割を分類し、メタデータを他のプログラムに渡すことで、文章の解析に活用されるものもある。

## 製品
- ROSETTE

最も有名な製品は自然言語解析技術を実用化したRosette Linguistics Platformであり、情報の引き出し、テキストマイニング、サーチエンジン等のアプリケーションに活用されている。大手サーチエンジンや翻訳ソフトは、文章の標準化形式を作成するためにこのツールを用いている。ベイシス・テクノロジーのソフトウェアは犯罪学分析において、単語、数字、フレーズなどの検索に用いられている。
- KONASEARCH
- AUTOPSY
- CYBER TRIAGE